# كريستيان أوتو مور
كريستيان أوتو مور (بالألمانية: Christian Otto Mohr)‏ ( 8 أكتوبر 1835م ـ 2 أكتوبر 1918م ) هو مهندس مدني ألماني .

## حياته
ولد في 8 أكتوبر عام 1835 لعائلة إقطاعية في منطقة هولستن. في سن السادسة عشر دخل إلي كلية العلوم التطبيقية في هانوفر. بدأ في عام 1855 حياته العملية المبكرة في هندسة السكك الحديدية لصالح السكك الحديدية في ولايتي هانوفر وأولدنبورغ, مصمما بعض أشهر الجسور وصانع بعض أبكر الاستخدامات للجمالونات الفولاذية.
في عام 1867 أصبح أستاذ في الميكانيك في جامعة شتوتغارت وفي عام 1873 لدى جامعة دريسدن التقنية.
في عام 1882 اشتهر بتطويره طريقة تخطيطية لتحليل الإجهادات عرفت بدائرة مور. تقاعد في عام 1900, مواصلا عمله العلمي في مدينة دريسدن حتى وفاته في الثاني من أكتوبر من عام 1918.

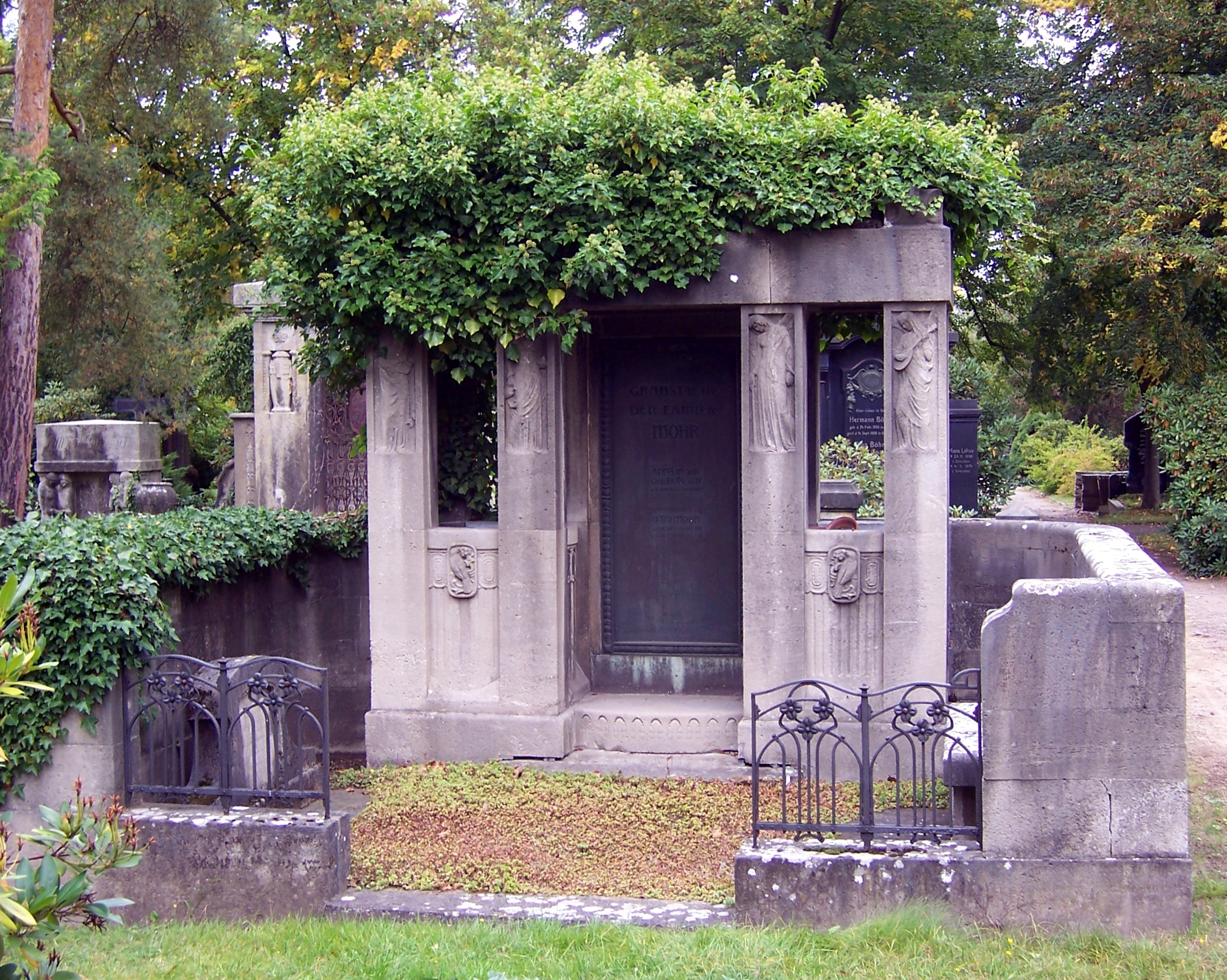
قبر كريستيان مور